# Wassersport
Unter Wassersport werden alle Sportarten, die in oder auf dem Wasser ausgetragen werden, zusammengefasst. Wintersportarten wie Eishockey oder Eislaufen werden nicht zu den Wassersportarten gerechnet, obwohl sie physisch gesehen auch auf Wasser stattfinden.
Die folgende Liste enthält die olympischen Wassersportarten. Sie werden alle während der Sommerspiele ausgetragen.
Auf dem Wasser
- Kanusport – Kanurennsport
- Kanusport – Kanuslalom
- Rudern
- Segeln
- Motorbootrennen (nur 1908)
- Wasserski (nur Demonstrationssportart)
- Wellenreiten (erstmals 2020)
- Windsurfen (erstmals 2024)
- Kitesurfen (erstmals 2024)

Im Wasser
- Schwimmsport – Kunst- und Turmspringen
- Schwimmsport – Schwimmen
- Schwimmsport – Synchronschwimmen
- Schwimmsport – Wasserball
- Triathlon (wird nur teilweise im Wasser ausgetragen)

Eine dritte Kategorie sind Aktivitäten unter Wasser, allen voran das Sporttauchen, das im Orientierungstauchen, Flossenschwimmen, Unterwasserrugby und Apnoetauchen auch wettkampfmäßig ausgetragen wird.